# Iwan Hrynioch
Iwan Hrynioch, pseudonim Kowałenko, Wsewołod (ur. 28 grudnia 1907 w Pawłowie, zm. 14 września 1994 w Monachium) – ksiądz greckokatolicki, doktor teologii, ukraiński polityk i działacz społeczny, członek Organizacji Ukraińskich Nacjonalistów (OUN).

## Życiorys
Ukończył ukraińskie gimnazjum akademickie we Lwowie, w 1926 wstąpił do lwowskiego seminarium duchownego. Seminarium ukończył w 1930, w 1933 uzyskał doktorat z teologii w Innsbrucku. Był proboszczem w Haliczu. W latach 1935–1939 był kapelanem lwowskich studentów, w latach 1939–1940 proboszcz katedry św. Jura we Lwowie. W 1940 kapelan szpitala w Krakowie, w 1941 kapelan batalionu „Nachtigall”. Za służbę w batalionie otrzymał niemiecki Krzyż Żelazny.
W czerwcu 1941 członek Ukraińskiego Komitetu Narodowego. Obecny podczas Aktu odnowienia Państwa Ukraińskiego jako reprezentant batalionu Nachtigall. W latach 1942–1944 współpracował z podziemnym pismem OUN-B „Ideja i czyn” (ukr. Ідея і Чин).  Od 1942 członek Rady Głównej OUN. W latach 1943–1944 uczestniczył w rozmowach AK i UPA we Lwowie. Od marca do czerwca 1944 z ramienia UPA prowadził rozmowy z Niemcami na temat współpracy przeciwko ZSRR. Podczas rozmów Hrynioch zażądał spotkania ze Stepanem Banderą przebywającym w obozie koncentracyjnym w Sachsenhausen. Po rozpoczęciu sowieckiej ofensywy (czerwiec – lipiec 1944) Niemcy zabrali Hryniocha do Berlina i umożliwili mu spotkanie z Banderą.
Od lipca 1944 drugi wiceprezydent UHWR. W drugiej połowie 1944 wraz z m.in. Mykołą Łebediem, Myrosławem Prokopem i Lwem Szankowskim wysłany przez Centralny Prowid OUN do Chorwacji i Włoch w celu nawiązania kontaktów z zachodnimi aliantami. W 1945 roku w Rzymie wraz z bp. Iwanem Buczką negocjował z Amerykanami i Brytyjczykami niedopuszczenie do wydania Sowietom wziętych do niewoli żołnierzy SS-Galizien.
Po wojnie na emigracji w Niemczech i USA. W latach 1945–1980 przewodniczący Przedstawicielstwa Zagranicznego UHWR. W latach 1950–1980 prezes Ukraińskiego Towarzystwa Studiów Zagranicznych, które w latach 50. XX w. było wydawcą pism „Suczasna Ukrajina” (ukr. Сучасна Україна, red. naczelny Wołodymyr Stachiw) i miesięcznika „Ukrajińska literaturna hazeta” (ukr. Українська літературна газета, red. Iwan Koszeliweć i Jurij Ławrinenko), a od 1961 wydawało miesięcznik kulturalno-społeczny „Suczasnist”. Był wykładowcą teologii na Wolnym Uniwersytecie Ukraińskim.
W 1960 roku przesłuchiwany przez zachodnioniemiecką prokuraturę jako świadek w śledztwie przeciwko Theodorowi Oberländerowi złożył zeznania, z których wynikało, że będąc we Lwowie podczas pogromu lwowskiego nie widział jakichkolwiek antyżydowskich wystąpień.
Pochowany w stanie Pensylwania w miejscowości Olyphant.

## Publikacje
- Iwan Hrynioch – Wwedennia do tworiw kard. Josyfa, Werchownoho Archyjepyskopa, New York 1988, 204 s. (wstępy do poszczególnych tomów dzieł zebranych kardynała Josyfa Slipego).